# Louis de Melun
 (octobre 2022).
Si vous disposez d'ouvrages ou d'articles de référence ou si vous connaissez des sites web de qualité traitant du thème abordé ici, merci de compléter l'article en donnant les références utiles à sa vérifiabilité et en les liant à la section « Notes et références ».
Pour l’article homonyme, voir Louis de Melun (Meaux).
Louis de Melun, mort le 9 septembre 1474, est un prélat français du XVe siècle, archevêque de Sens.  

## Biographie
Louis de Melun est membre de la maison de Melun. Il est fils de Jean, seigneur de Châtillon-la-Borde, des vicomtes de Melun, et d'Elisabeth de Savoisy (de Seignelay), sœur ou cousine germaine de l'archevêque Henri.
Louis est en 1415 chanoine-custode de la collégiale de Saint-Quentin-en-Vermandois, et est, cinq ans après, pourvu d'un canonicat dans l'église Notre-Dame de Paris. Il est archidiacre de Sens, lorsque le chapitre, sur la recommandation du roi Charles VII, lui défère la crosse pastorale. Eugène IV confirme son élection.
En 1439, il fait la vérification de la châsse qui renferme, avec quelques autres reliques, le chef de saint Grégoire, pape, et il ordonne d'apporter cette châsse dans l'église de Saint-Pierre-le-Donjon. Par une ordonnance de 1445, il abolit, dans sa cathédrale, les saturnales de la fête des Fous.
Plaidant avec Charles de Bourbon, cardinal-archevêque de Lyon, au sujet de la primatie, Louis de Melun ne se défend pas devant le parlement de Paris qui,
en 1457, adjuge à l'archevêque de Lyon les conclusions qu'il avait prises en cette affaire.
En 1460, Louis tient à Sens un concile provincial dont les décrets se rapportent à quatre articles. Le premier article roule sur le service divin. On rappelle et l'on accepte ce qui avait été défini dans le concile de Bâle et dans l'assemblée de Bourges (en 1438) touchant l'obligation et la manière de réciter les heures canoniales. Les plaidoiries, les entretiens profanes, les allées et venues, les clameurs, les irrévérences, tout cela est proscrit, et l'on n'oublie pas de condamner spécialement les momeries de la fête des Fous. On condamne la cupidité de certains ecclésiastiques qui, possédant plusieurs prébendes dans la même ville. On avertit les curés de veiller à la décence, à la modestie et à l'édification publique dans les processions.
Le second article embrasse la réformation des mœurs par rapport aux ecclésiastiques. Les évêques devront montrer le bon exemple, observer les canons, résider dans leur diocèse, extirper les hérésies, visiter leurs ouailles, nommer aux bénéfices ceux qui en sont dignes, examiner les ordinands, ne pas être à charge aux curés par leurs visites, et sévir contre les ecclésiastiques concubinaires. Quant aux ecclésiastiques eux-mêmes, ils ne suivront point les modes profanes et resteront étrangers au négoce, à la fréquentation des cabarets, aux jeux de hasard et à tout profit pécuniaire que des intrigants extorquaient alors à propos des indulgences. Pour le troisième article, les religieux sont sommés de se rappeler et d'observer les constitutions de Benoît XII en ce qui concerne les études, les chapitres généraux, l'administration du temporel, l'abstinence du mercredi, le jeûne de l'avent et de la septuagésime, ils doivent être modestes dans leurs habits et dans leurs démarches, ne rien exiger de ceux qui entrent en religion, et pourvoir à l'entretien des curés des lieux dont ils perçoivent les dîmes. Enfin, le quatrième et dernier article concerne le gouvernement des laïques. Ils passeront les jours de fête avec édification ; on les exhortera à se confesser cinq fois par an et à exécuter les lois ecclésiastiques portées contre les blasphémateurs ; ils paieront fidèlement les dîmes et ne contracteront pas mariage dans des oratoires particuliers, ni hors des temps permis ; les juges laïques n'envahiront point la juridiction de l'église.
Il abdique en 1474 en faveur de son neveu Louis de Melun. Le roi Louis XI n'agrée point cette démission et donne l'archevêché de Sens à Tristan, évêque de Meaux, qu'il remplace sur ce dernier siège par Louis de Melun. 